# Chapelle Saint-Privat
Ne doit pas être confondu avec Saint-Privat-la-Montagne.
La chapelle Saint-Privat est une chapelle dans la commune de Montigny-lès-Metz, en région Grand Est dans la Moselle.

## Description
La chapelle Saint-Privat est le premier édifice religieux de Montigny-lès-Metz au XIe siècle sous Pépin le Bref ou Charlemagne.
Edifice du IXe siècle, la chapelle Saint-Privat se situe sur une ancienne voie romaine, à l’intersection de 2 axes, l’un Nord-Sud (Aix-la-Chapelle-Trèves-Metz-Scarpone-Dieulouard), l’autre Est-Ouest (Reims-Soissons-Lutèce).
À l’époque des grandes épidémies de peste et de choléra, elle devient un lieu de sépulture.
La chapelle fait en réalité partie d’une église importante, détruite après le siège de Metz par Charles Quint en 1552. Elle est reconstruite vers 1560 et sert de lieu de réunion aux protestants. En 1676, l’évêque de Metz, Monseigneur d’Aubusson, y rétablit le culte. En 1793, la cure est transférée à Montigny. Puis, l’église est vendue à un privé et sert quelque temps d’entrepôt.
En 1810, afin de réaliser le percement de la rue Franiatte, l’église Saint-Privat est totalement détruite, à l’exception de la chapelle avec sa croisée d’ogives que nous retrouvons aujourd’hui imbriquée dans des immeubles d’habitation.
Les vestiges de la chapelle ont été entièrement rénovés en 2008 et a été restaurée et inaugurée le 14 juin 2009.
Elle est dédiée à Saint Privat de Mende et se situe à un ancien carrefour de deux importantes voies romaines.